# 교황 프란치스코
교황 프란치스코(라틴어: Franciscus PP., 이탈리아어: Papa Francesco, 1936년 12월 17일 ~ 2025년 4월 21일)는 제266대 교황(재위: 2013년 3월 13일 ~ 2025년 4월 21일)이다. 본명은 호르헤 마리오 베르고글리오(스페인어: Jorge Mario Bergoglio)이다.

## 개요
역사상 최초의 남아메리카 출신 교황이면서, 최초의 예수회 출신 교황이다. 또한 최초의 남반구 국가 출신이자 이중국적을 보유한 교황이기도 하다. 그리고 시리아 출신이었던 교황 그레고리오 3세 이후 1,282년 만에 즉위한 비(非)유럽권 출신 교황이다. 프란치스코는 라틴어, 이탈리아어, 스페인어, 프랑스어, 독일어, 포르투갈어, 영어, 우크라이나어를 구사할 수 있다.
아르헨티나 부에노스아이레스 태생으로 화공학자와 나이트클럽 경비원으로 잠시 일하다가 신학교에 입학하여 신학생이 되었다. 1969년에 그는 사제 서품을 받았으며, 1973년부터 1979년까지 예수회의 아르헨티나 관구장을 지냈다. 1998년에는 부에노스아이레스 대교구장으로 임명되었으며, 2001년에는 추기경에 서임되었다. 2013년 2월 28일 교황 베네딕토 16세가 스스로 교황직을 사임한 후에 소집된 콘클라베에서 다수의 표를 얻어 같은 해 3월 13일 교황으로 선출되었다. 교황에 선출된 그는 교황으로서의 자신의 새 이름을 아시시의 성 프란치스코의 이름을 따서 프란치스코라고 명명하였다.
프란치스코는 공적으로나 사적으로나 항상 검소함과 겸손함을 잃지 않고 있으며, 사회적 소수자들, 특히 가난한 사람들에 대한 관심과 관용을 촉구한다. 그는 소박하고 격식에 덜 얽매인 형식에 따르는 생활을 하고 있는데, 대표적인 예가 바로 과거에 전임자들이 사도 궁전에 거주했던 데 반해 프란치스코는 성녀 마르타의 집을 자신의 거주지로 선택한 것이다. 뿐만 아니라, 그는 교황직에 선출될 당시에 전통적으로 교황 선출자가 전통적으로 착용하는 붉은색 교황용 모제타를 입지 않았으며, 전례를 집전할 때에도 입는 화려한 장식이 없는 검소하고 소박한 제의를 입는다. 그리고 전통적으로 순금으로 주조해왔던 어부의 반지를 도금한 은반지로 교체하였으며, 목에 거는 가슴 십자가는 추기경 시절부터 착용하던 철제 십자가를 그대로 고수하였다.
프란치스코는 낙태, 피임, 동성애 등에 대해 강하게 반대하고 있는 가톨릭교회의 가르침을 고수하고 있다. 하지만 그는 동성애를 죄로 규정하는 교회의 전통적인 가르침은 그대로 유지하면서도 동성애자들을 사회적으로 소외시키거나 차별해서는 안 된다고 가르쳤다. 추기경 시절에 그는 이미 아르헨티나 정부의 동성 결혼 합법화 시도에 대해서 반대한 적이 있었다. 교회의 가르침에 관해서 ‘교회의 아들’로 자처한 그는 낙태에 대해서도 ‘소름이 끼치는 행동’이라고 언급하였으며, 교회 내에서 여성의 역할 확대를 강조했지만, 여성의 사제 서품 문제에 대해서는 교회가 이미 안 된다고 밝혔다며 교회의 기존 입장을 재확인했다. 미혼모 자녀의 세례를 거부하는 사제들에게는 “사람들과 구원의 길 사이를 갈라놓는 위선자들”이라고 질책한 바 있다. 더불어, 그는 “예수님을 믿지만, 교회에는 가지 않겠다고 하는 것은 어리석은 것”이라고 말하였다.
2014년 3월, 미국의 유력지인 《포춘》(Fortune)은 세계에서 가장 영향력 있는 리더 50인을 선정했고, 그 중 1위에 프란치스코 교황이 선정되었다.

## 생애

### 초기 생애

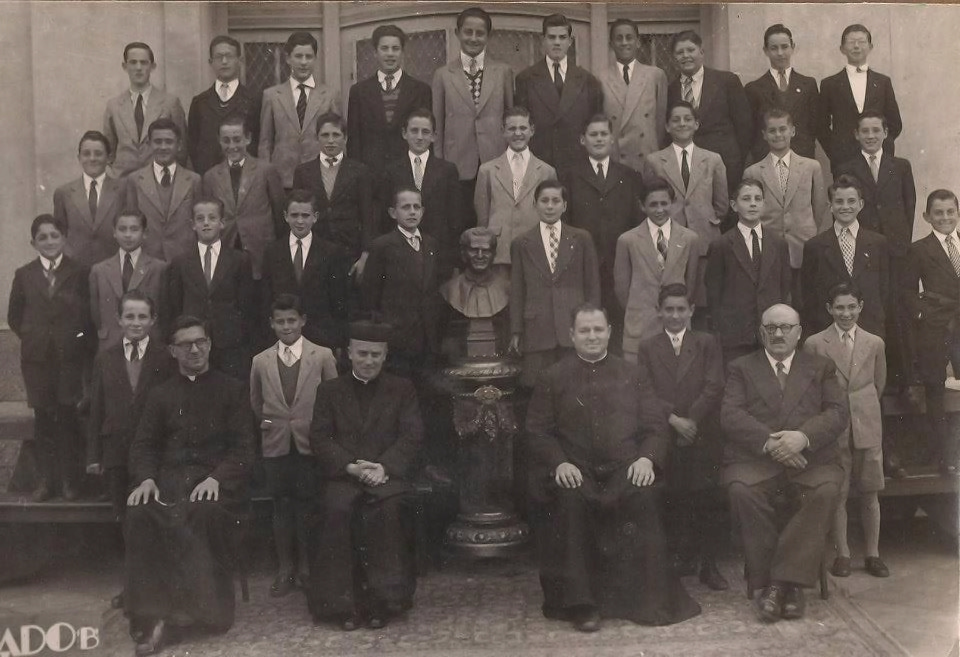
살레시오 학교에 출석할 당시 12세 시절의 호르헤 마리오 베르고글리오(위에서 세 번째 줄의 왼쪽 방향에 네 번째 자리에 서 있는 소년).

호르헤 마리오 베르고글리오는 1936년 12월 17일 아르헨티나 부에노스아이레스의 바리오 중 하나인 플로레스에서 태어났다. 그는 이탈리아에서 이주한 회계사 마리오 호세 베르고글리오와 그의 아내 레지나 마리아 시보리 사이에서 태어난 5남매 중 장남이다. 부친 마리오는 아스티현 포르타코마로에서 태어났으며, 모친 레지나는 북이탈리아 태생이지만 고향은 부에노스아이레스이다. 베르고글리오의 누이 마리아 엘레나는 그의 부친이 아르헨티나로 이주한 이유에 대해 당시 이탈리아에 파시즘이 출현하여 만연하였기 때문이라고 밝혔다. 그녀는 현재 교황의 형제 자매 중에 유일하세 생존한 사람이다. 가장 최근에 사망한 형제는 알베르토인데, 그는 2010년 6월에 사망하였다.
베르고글리오는 축구에 있어서 어린 시절부터 CA 산로렌소의 팬이었으며, 2008년에는 클럽의 정식 회원으로 등록되었다. 또한 그는 신사실주의와 탱고 춤에 관한 영화로 유명한 티타 메레요의 영화들을 좋아하는데, 이 영화들은 아르헨티나의 우루과이의 전통 음악으로 알려진 밀롱가에 대한 각별한 애정이 담겨 있다. 6학년이 된 베르고글리오는 부에노스아이레스의 라모스메히아에 있는 살레시오회 학교(Wilfrid Barón de los Santos Ángeles)에 재학하였다. 중학생으로 올라갈 무렵에는 기술학교(Escuela Nacional de Educación Técnica N° 27 Hipólito Yrigoyen)에 입학하여 화학 기술 자격증을 따고 졸업하였다. 베르고글리오가 젊은 시절에 겪은 유일한 위기는 건강 문제였다. 21살이 되던 해에 그는 폐렴에 걸려 세 개의 낭종을 앓았는데, 결국 폐의 일부를 잘라내는 수술 덕분에 겨우 목숨을 건질 수가 있었다. 이러한 이유 때문에 그는 이후 미사 중에 그레고리오 성가를 부르거나 운율에 맞추어 기도를 바치는 것을 못하게 되었다.
예수회에 입회하기 전에 베르고글리오는 나이트클럽 경비원과 청소 관리인, 화학 실험실의 연구원으로 근무한 적이 있었다.

### 예수회원과 사제 시절

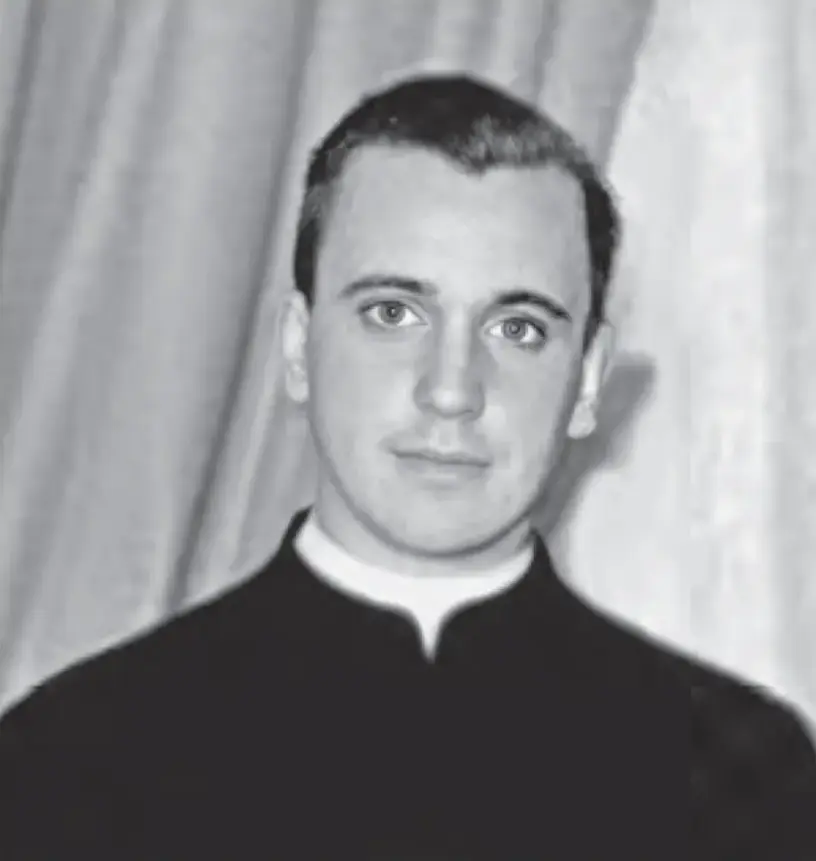
1950년대에 사제직을 공부했던 아르헨티나 신학교에서

베르고글리오는 부에노스아이레스 대교구에 소속된 원죄 없으신 잉태 신학교에 들어가 신학생이 되었으며, 그로부터 3년 후인 1958년 3월 11일 예수회에 입회하여 수련기를 시작하였다. 젊은 신학생 시절에 그는 삼촌의 결혼식에 참석했다가 우연히 한 여성을 만나 그녀의 지성과 아름다움을 보고 잠시 사랑에 빠진 적이 있었다. 그는 일주일 동안 머릿속에서 계속 그 여성이 생각났기 때문에 잠시 신학생이자 예수회원으로 계속 남을지에 대해 진지하게 고민하기도 하였다고 솔직히 고백했다. 예수회 수련생 시절에 그는 칠레의 산티아고로 가서 인문학을 공부하였다. 1960년 3월 12일 3년의 수련기를 마친 후 베르고글리오는 첫 서원을 하여 정식으로 예수회원이 되었다.
1960년 베르고글리오는 부에노스아이레스주 산미겔에 있는 산호세 대학원에서 철학 박사학위를 수료하였으며, 1964년에 원죄 없으신 잉태 대학원에서 철학을 가르쳤다. 그리고 1965년에는 아르헨티나 산타페주 고등학교에서, 1966년에는 부에노스아이레스의 살바도르 대학원에서 역시 철학을 가르쳤다.
1967년 베르고글리오는 신학교 과정을 마치고 1969년 12월 13일 라몬 호세 카스텔라노 대주교에 의해 사제 서품을 받았다. 사제가 된 그는 산미겔 신학교의 철학·신학 대학원에서 계속 공부하였다. 그리고 예수회 입회자들을 관리 감독하는 수련장과 신학 교수가 되었다.
베르고글리오는 스페인 알칼라데에나레스에서 마지막 수련 과정인 제3수련기를 완료하고, 1973년 4월 22일 예수회원으로서 종신 서원을 하였다. 1973년 7월 31일에 그는 예수회 아르헨티나 관구의 관구장이 되어 1979년까지 역임하였다. 관구장 임기를 마친 후에 그는 산미겔 신학교의 철학·신학 대학원의 교수로 임용되었다. 교수로 임용되기 전에 베르고글리오는 영어를 배우기 위해 1980년 3개월 동안 더블린에 있는 예수회 센터에서 지냈다. 그리고 아르헨티나로 돌아온 그는 1986년까지 산미겔 철학·신학 대학원에서 교수로 재직하였다. 베르고글리오 신부는 수개월 간 독일 프랑크푸르트로 유학하여 성 제오르지오 철학·신학 대학권에서 공부하여 박사 학위를 마치고, 다시 아르헨티나로 돌아와 코르도바에 있는 예수회 공동체의 고해 사제와 영성 지도자를 겸임하였다. 한편 독일에서 유학하던 당시 아우크스부르크에 있는 매듭을 푸는 마리아 성화를 보고 깊은 감명을 받은 베르고글리오 신부는 성화의 복제품을 구입하고 아르헨티나로 돌아왔다. 이후로도 그는 매듭을 푸는 마리아에 대한 깊은 성모 신심을 간직하였다. 2005년 베르고글리오는 교황 베네딕토 16세를 알현한 자리에서 매듭을 푸는 마리아를 새긴 성작을 선물하기도 하였다.

### 주교 시절
1992년 베르고글리오는 부에노스아이레스 대교구의 보좌 주교로 임명되어서 아우카의 명의 주교로 1992년 6월 27일 부에노스아이레스 대교구장 안토니오 콰라시노 추기경에 의해 주교 수품을 받았다. 주교가 된 그는 자신의 사목 표어로 ‘자비로이 부르시니’(Miserando atque eligendo)를 선택하였다. 이는 성 마태오 사도가 그리스도의 제자로 부름을 받는 마태오 복음서 9장 9절-13절을 설명하는 성 베다의 강론 중 “Vidit ergo Iesus publicanum et quia miserando atque eligendo vidit, ait illi Sequere me(예수님께서 세리 한 사람을 보신 뒤, 사랑의 감정으로 그를 주목하셨기에, 선택하시며 나를 따르라고 말씀하셨다).”에서 나온 말이다. 1997년 6월 3일에 베르고글리오는 부에노스아이레스 대교구의 교구장 승계권이 있는 부교구장 대주교로 임명되었다.
1998년 2월 28일 콰라시노 추기경이 재직 중에 선종하자 베르고글리오 대주교가 아르헨티나 교구장직을 승계하였다. 부에노스아이레스대교구 교구장이 된 베르고글리오 대주교는 새로운 본당들을 세우고, 대교구의 행정조직을 재편하였으며, 낙태 반대 운동을 지휘하였다. 그리고 별거 중인 부부를 담당하는 위원회를 신설하였다. 부에노스아이레스 대교구장으로서 베르고글리오가 추진한 주요 정책 중의 하나는 부에노스아이레스 시내의 슬럼가의 복음화였다. 이를 위해 그는 강력한 지도력을 발휘하여 슬럼가에 주둔하는 사제의 수를 배로 늘렸다.
부에노스아이레스 대교구장으로 착좌한 지 얼마 지나지 않아 베르고글리오는 여러 은행에 분산되어 있던 대교구의 지분들을 전량 매각하였으며, 그 예금계좌들을 국제 은행의 일반 고객 명의로 전환하였다. 그리하여 은행의 일반 고객이 된 교회는 더 높은 재정 규율을 강요당하게 되었다.
1998년 부에노스아이레스 대교구장 시절, 베르고글리오는 아르헨티나의 동방 가톨릭교회를 방문하여 그들 고유의 전례에 참석하였다. 스비아토슬라프 세브추크 대주교의 말에 따르면, 베르고글리오는 동방 가톨릭교회의 전례와 영성에 대한 이해가 높고, 부에노스아이레스 대교구장 시절에 아르헨티나에 있는 동방 가톨릭 신자들을 위해 신경을 많이 써줬다고 한다.
2000년에 베르고글리오는 전직 주교였던 헤로니모 포데스타와 화해한 유일한 교회 관계자가 되었다. 헤로니모 포데스타는 1972년 아르헨티나 군사 독재 정부에 반대하다가 성무 집행을 정지당하였으며, 나중에 결혼까지 하게 되었다. 포데스타가 결혼했다는 소식에 진노한 바티칸이 강하게 질타하자, 베르고글리오는 포데스타의 아내를 감싸주었다. 같은 해에 베르고글리오는 아르헨티아 가톨릭교회가 일명 더러운 전쟁으로 알려진 해인 1970년대 아르헨티나 군사 독재 시절에 자행한 죄에 대해 공개적으로 참회할 필요가 있다고 주장하였다.

### 더러운 전쟁 당시 군사정권 협조 의혹
아르헨티나의 더러운 전쟁 시절 베르고글리오는 군사정권에 저항한 예수회 사제들의 체포와 납치를 묵인 한 것으로 알려졌다. 1979년 아르헨티나 항구 도시 바이아블랑카에서 납치된 앨리사 파트노이는 인터내셔널비즈니스타임과의 인터뷰에서 “아르헨티나의 교회는 역할 분담이 되어 있는데 그중 군을 지원하는 분야가 있다. 프란치스코(당시 베르골리오 추기경)는 그 분야에 속해 있었다”고 말했다.
아르헨티나 신문 <파히나 12>는 17일 프란치스코 교황이 1970년대 아르헨티나 예수회 총장 시절 군사정권의 예수회 소속 신부 2명에 대한 체포·고문을 방조했을 가능성을 보여주는 정부 문서를 폭로했다. 이 신문은 1979년 당시 예수회 총장이던 그가 군사정권한테 납치돼 고문당한 프란시스코 할릭스 신부의 여권 발급을 거부하라고 권고한 내용을 담은 아르헨티나 외교부의 문서를 공개했다. 문서에는 할릭스 신부가 교단의 명령에 불복종했고 게릴라와 접촉한 의혹이 있다며 “이 정보는 베르골리오(교황 프란치스코) 신부에 의해 제공됐으며, 그는 여권을 발급 해달라는 할릭스 신부의 요청을 거절하라는 특별 권고를 했다”고 적혀 있다. 할릭스 신부와 오를란도 요리오 신부는 빈민가에서 일하다가 군사정권에 납치돼 6개월 동안 강제수용소에서 고문을 받다 풀려났다. 이 문서는 아르헨티나 언론인이자 더러운 전쟁 당시 실종자 가족들의 단체인 '5월 광장의 어머니회' 자문 변호사인 오라시오 베르비츠키가 군부독재 시절 가톨릭교회의 역할을 비판한 저서 <침묵>에서 공개된 바 있다. AFP 통신은 베르고글리오가 교황으로 선출된 후 부에노스 아이레스의 한 성당의 벽에 "새 교황은 비델라(아르헨티나의 군사독재자 호르헤 비델라)의 친구"라는 낙서가 써 있었다고 보도했다.
한편 바티칸은 현지 언론의 의혹제기를 강하게 부인했으며 프란치스코 교황은 아르헨티나 군사독재 시절 바티칸 기록물을 공개하라는 지시를 내리고 스스로 진상규명에 나섰다고 영국의 가디언 등의 외신이 보도했다.2010년엔 과거사와 관련해 인권단체들로부터 고발을 당하기도 했다. 그러나 프란치스코는 법원의 두 차례 출석 요구를 모두 거부했다.

### 추기경 시절

호르헤 마리오 베르고글리오 추기경의 문장

2001년 2월 21일 추기경회의에서 베르고글리오 대주교는 교황 요한 바오로 2세에 의해 로마교구의 산 로베르토 벨라르미노 성당의 사제급 추기경에 서임되었다. 추기경에 서임된 베르고글리오는 교황청의 산하 기구들인 경신성사성과 성직자성, 수도회성, 교황청 가정평의회, 교황청 라틴아메리카위원회의 위원으로 위촉되어 활동했다.

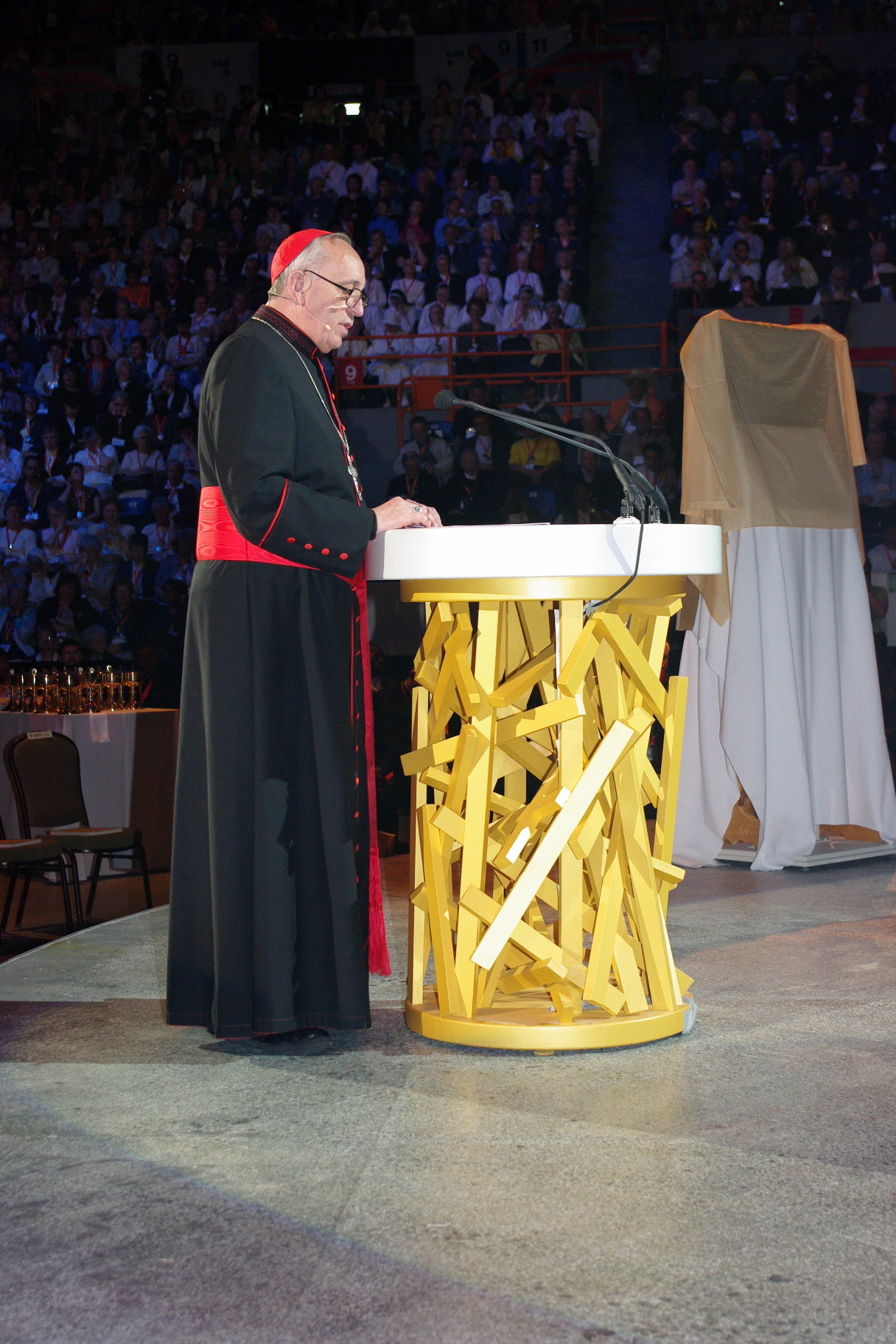
2008년 6월 18일 교리교육을 하는 베르골리오

2005년 11월 8일 베르고글리오 추기경은 3년 임기의 아르헨티나 가톨릭 주교회의 의장에 선출되어 2005년부터 2008년까지 지냈다. 그리고 임기가 완료된 2008년 11월 11일에 다시 주교회의 의장에 선출되었다.
베르고글리오 추기경은 겸손한 성격과 보수적인 교리 해석 그리고 사회 정의에 대한 투신으로 널리 알려지게 되었는데, 특히 그의 검소한 생활 방식은 그의 명성을 드높이는데 크게 기여하였다. 우선 그는 올리보스에 있는 화려한 주교 관저를 사양하고 작은 아파트에 거주하였다. 그리고 그는 요리사 없이 요리를 직접 했으며, 전용차를 이용하지 않고 대중교통을 이용하였다. 또한, 베르고글리오 추기경은 성목요일에 세족 예식을 주로 노인들과 가난한 사람들을 대상으로 교도소, 병원, 가정 등에서 거행하였는데, 하루는 갓 태어난 아이들과 임산부들의 발을 씻겨 주기도 하였다.

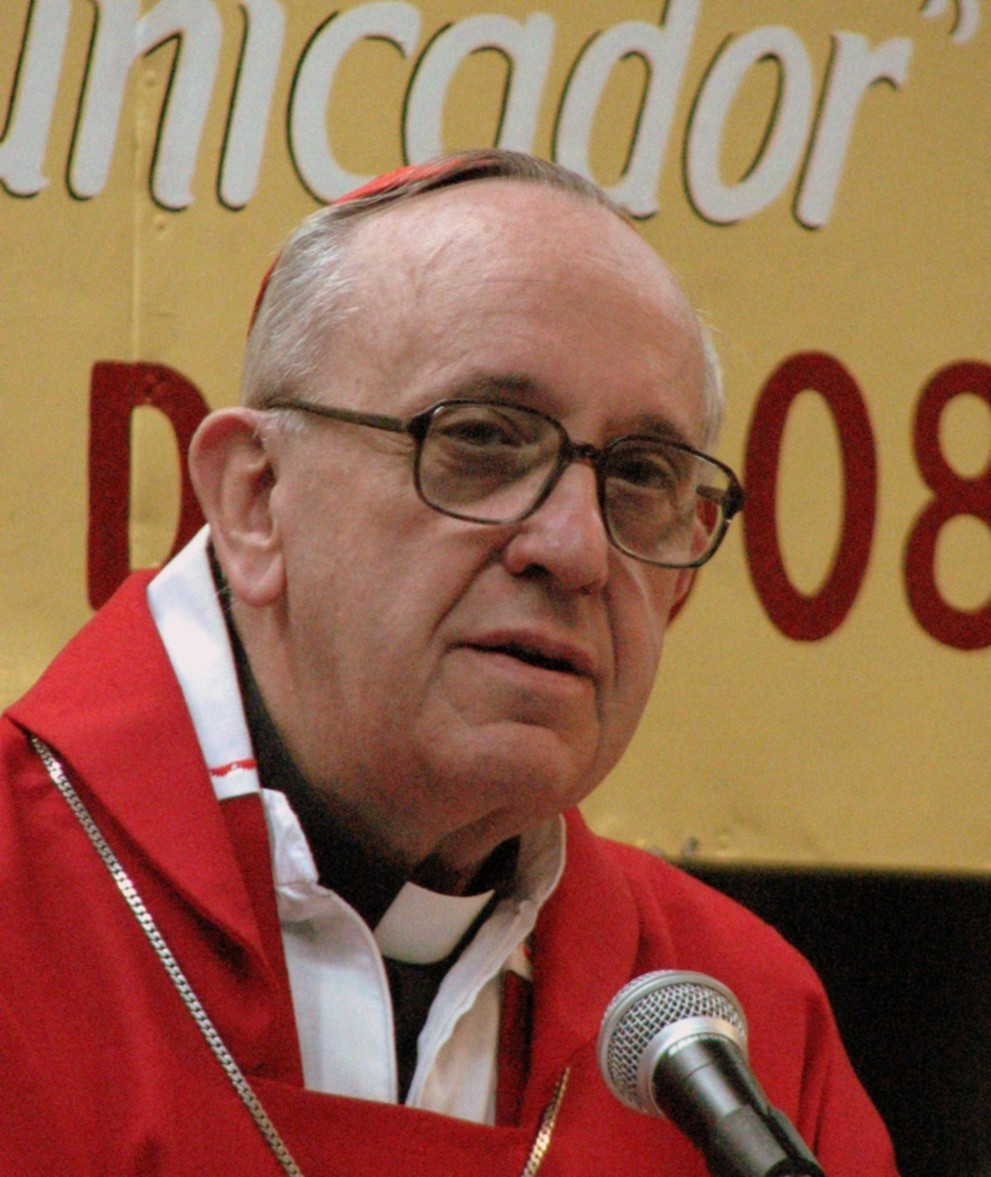
2008년 추기경이었던 그의 모습

2007년 교황 베네딕토 16세가 제2차 바티칸 공의회 이전 전례 거행에 대한 새로운 규칙을 담은 자의교서 《교황들》(Summorum Pontificum)을 반포하자 그로부터 이틀 후에 베르고글리오 추기경은 부에노스아이레스에 전통 라틴 미사를 사제들이 자유롭게 거행할 수 있도록 허용함으로써 자의교서에 따른 조치를 취한 최초의 주교들 가운데 한 사람이 되었다. 그리하여 현재 부에노스아이레스 대교구에서는 전통 라틴 미사가 매주마다 거행되고 있다.

### 교황 시절
2013년 교황 베네딕토 16세가 고령으로 인한 직무 수행의 어려움을 이유로 스스로 교황직을 사임함으로써 콘클라베가 소집되었다. 그리고 다섯 차례의 투표 끝에 베르고글리오 추기경이 2/3의 표를 얻어 교황으로 선출되었다. 성 베드로 대성전의 발코니에서 그의 하베무스 파팜 소식을 대중에서 알리는 일은 장 루이 토랑 추기경이 맡았다.

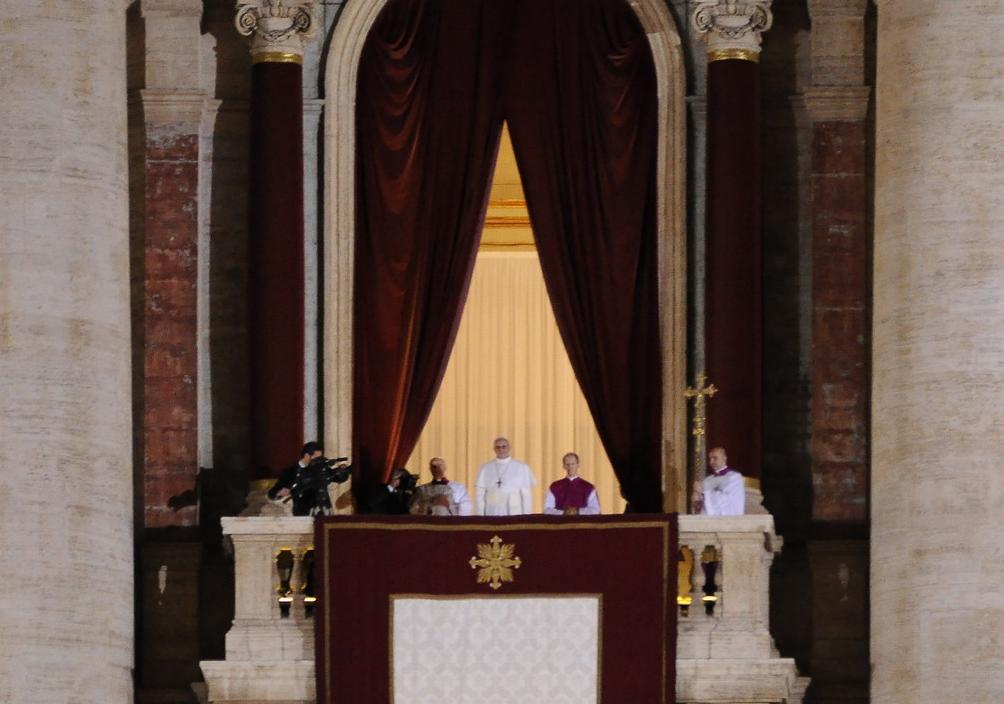
2013년 3월 13일 성 베드로 대성전 발코니에서 교황으로 선출된 후 처음으로 대중 앞에 나선 프란치스코

교황 선출 직후, 프란치스코는 교황 전용 의자에 착석한 채로 추기경들의 축하 인사를 받지 않고 일어서서 받았다. 이는 이전까지 바티칸에서 통용되었던 관례의 변화를 예고한 분명한 증표였다. 하베무스 파팜이 선포된 후 그는 이전 교황들과는 달리 교황 전용 붉은색 모제타를 입지 않고 흰색 수단만을 착용한 채 , 성 베드로 대성전의 발코니에 교황으로서 처음 대중 앞에 나타났다. 또한, 그는 전임자들처럼 순금으로 만든 가슴 십자가 대신에 부에노스아이레스 대교구장 시절부터 착용한 철제 가슴 십자가를 목에 걸었다.
프란치스코가 교황으로서 한 첫 활동은 성 베드로 광장에 모인 수천 명의 군중을 향해 인사하고 교황 강복인 우르비 에트 오르비를 준 것이었다. 군중에게 강복을 주기 전에 그는 먼저 그들에게 전임 교황 베네딕토 16세를 위해 같이 기도해 줄 것을 요청했으며, 또한 기도가 끝난 후에는 다시 자신을 위해 기도해 줄 것을 요청하였다.

#### 이름

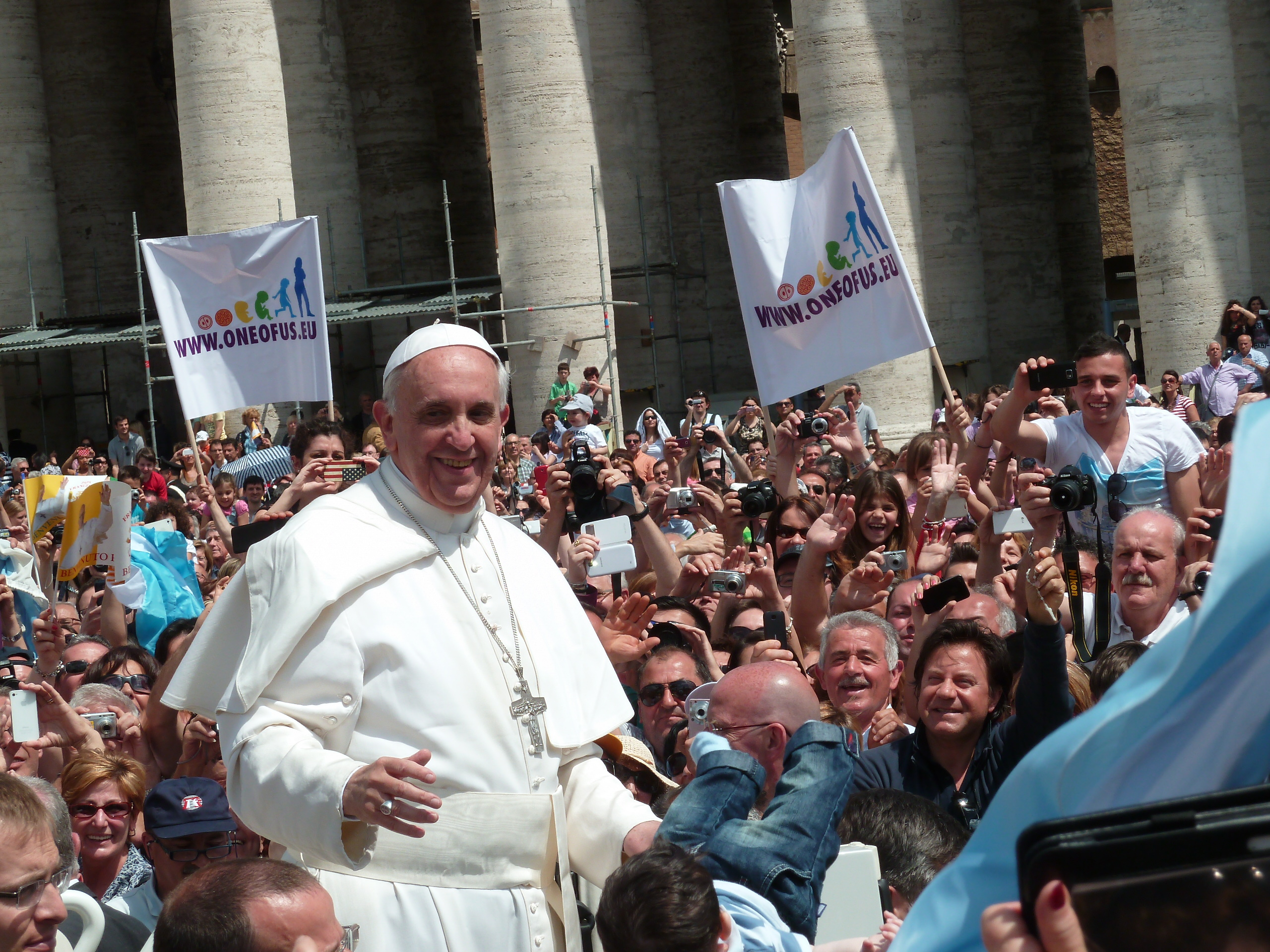
선출된 지 두 달 후, 성 베드로 광장의 프란치스코

2013년 3월 16일 프란치스코는 기자들과의 첫 회견에서 자신이 교황으로서 사용할 새 이름은 아시시의 성 프란치스코로부터 따온 것이라고 밝혔다. 그가 프란치스코라는 이름을 선택한 이유에 대해서는 가난한 사람들에 대한 자신의 관심을 드러내기 위해서라고 밝혔다. 프란치스코의 설명에 따르면, 콘클라베 당시 개표가 진행되면서 당시 그 옆에 앉아 있었던 클라우디오 후메스 추기경이 “좋은 친구!” 하며 계속 격려하였다고 한다. 그리고 개표가 3분의 2쯤 진행되었을 때 새 교황이 결정되었다며 박수가 터져 나왔다. 그리고 후메스 추기경은 그에게 포옹과 입맞춤을 하면서 “가난한 사람들을 잊지 마십시오.”라고 말했다고 한다. ‘가난한 사람’이라는 그 말이 크게 다가왔던 그는 곧바로 아시시의 성 프란치스코를 떠올렸다. 그래서 그는 자신의 이름을 프란치스코로 결정했다고 밝혔다. 교황으로 선출되기 전에 그는 아시시의 성 프란치스코에 대해 “당시 사람들의 사치와 교만, 허영심 그리고 교회의 권력에 반대되는 가난의 개념을 기독교에 도입하였다”고 설명하면서 “그는 역사를 바꾸었다”고 평가하였다.
교황 프란치스코는 자신의 이름으로 프란치스코를 사용한 최초의 교황이며, 또한 교황 란도(913년~914년) 이후 이전까지 어느 교황도 사용하지 않은 이름을 가진 최초의 교황이기도 하다. 교황청 대변인의 공식 발표에 따라, 프란치스코가 선종하고 이후 ‘프란치스코 2세’를 칭하는 교황이 나오기 전까지는 그의 이름 뒤에 ‘1세’를 붙이지 않는 것이 옳다.
프란치스코는 또한 일부 추기경들이 자신에게 우스갯소리로 교회의 개혁자였던 교황 하드리아노 6세의 이름을 따서 하드리아노 7세라고 명명하거나 예수회를 탄압한 교황 클레멘스 14세에게 복수했다는 의미에서 클레멘스 15세라고 명명할 것을 주문했다고 말했다.

#### 문장

교황 프란치스코의 문장

교황 프란치스코의 문장은 추기경 시절의 문장과 차이가 거의 없다. 교황이 된 후의 문장이 추기경 시절의 문장과 다른 점은, 방패 위에 챙 넓은 붉은색 추기경 모자 대신에 교황의 세 가지 직무, 즉 통치권과 성품권, 교도권을 상징하는 금색 줄무늬가 새겨진 흰색 주교관과 붉은 줄로 연결된 금과 은으로 된 두 개의 열쇠가 있다는 것이다. 교황의 품위를 드러내는 이러한 상징물은 베네딕토 16세의 문장과 동일하다.
방패는 밝은 푸른색 바탕에 중앙 위에는 IHS가 새겨진 불타는 태양이 있는데, IHS는 그가 속했던 예수회의 로고로서 ‘인류의 구세주 예수’라는 뜻의 라틴어 ‘Iesus Hominum Salvator’의 약어이다. IHS 아래 3개의 ‘못’은 그리스도를 십자가에 못 박은 못을 상징한다.
방패 왼쪽 아래에는 그리스도와 교회의 어머니인 성모 마리아를 나타내는 별이 있으며, 오른쪽 아래에는 성모 마리아의 배필이자 보편 교회의 수호자인 성 요셉을 나타내는 나르드 꽃이 있다. 방패 밑에는 주교 시절의 사목 표어인 ‘miserando atque eligendo’(자비로이 부르시니)가 새겨진 리본이 있다. 수세기 동안 교황 문장은 공통적으로 믿음과 희망과 사랑에서 기인하는 모든 이상에 전적으로 열려 있음을 의미하기 위해 사목 표어를 쓰지 않았지만, 프란치스코는 교황으로서는 유일하게 자신의 문장에 사목 표어를 그대로 유지하였다.

#### 즉위

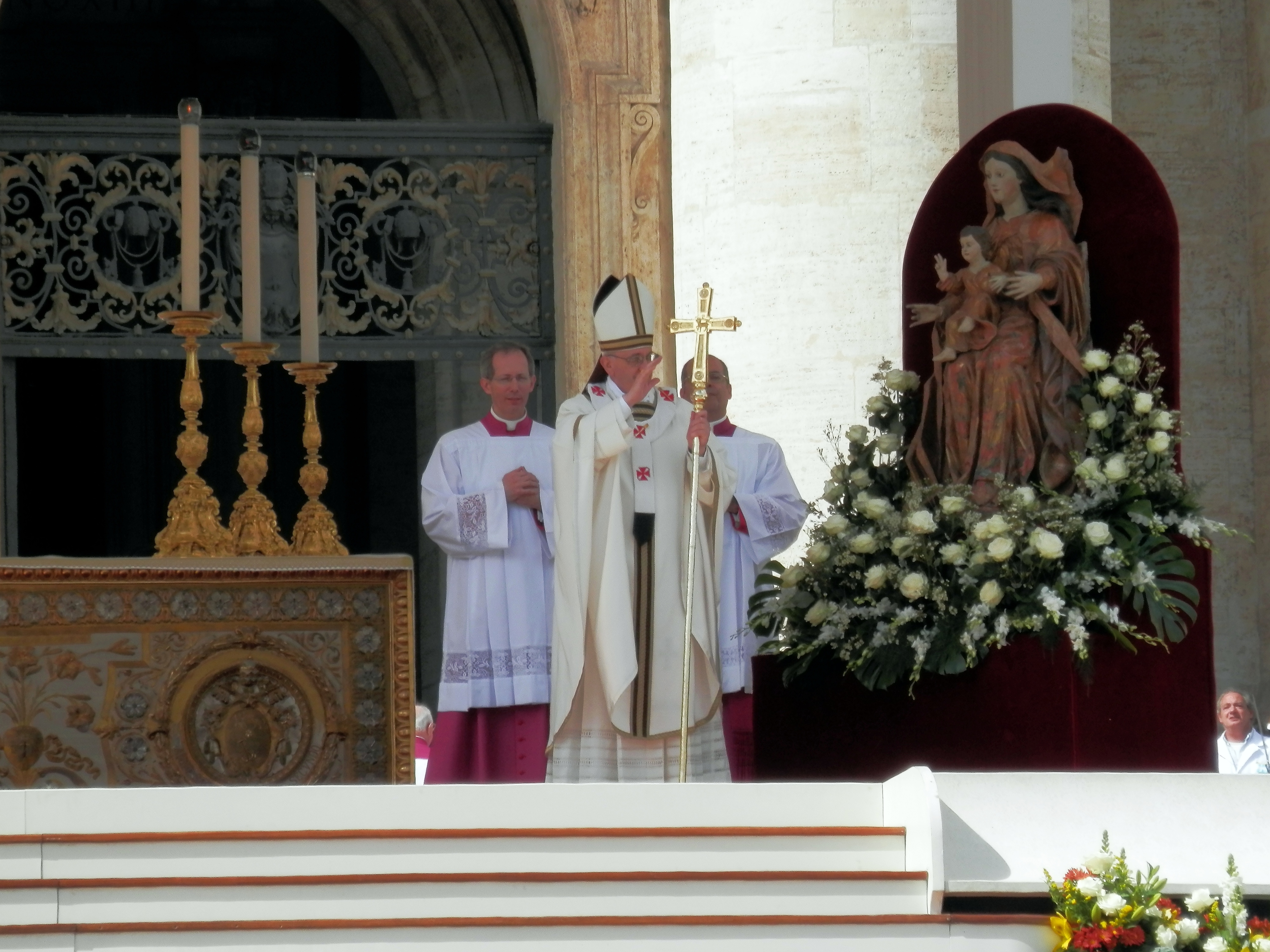
2013년 3월 19일 교황 프란치스코의 즉위식. 교황의 뒷편에 보이는 성모상은 ‘상지의 옥좌’라고 불리는 성모상이다. 이 성모상은 1960년대에 교황 바오로 6세가 브라질 대통령 움베르투 지 알렝카르 카스텔루 브랑쿠에게 선물받은 것이다.

교황 프란치스코의 즉위 미사는 2013년 3월 19일 오전 9시 30분(한국 시간 19일 오후 5시 30분) 바티칸 성 베드로 광장에서 거행되었다. 그는 자신의 즉위식에 아무런 조건 없이 세계 여러 나라의 정치 및 종교 지도자들을 초대하였다. 하지만 모국인 아르헨티나를 포함하여 주교들과 평신도들에 대해서는 바티칸에서 열리는 즉위 미사에 참석하기 위해 굳이 비싼 여행 경비를 사용할 바에는 차라리 그 돈으로 가난한 이들과 함께 할 수 있도록 자선 단체에 기부할 것을 당부했다. 교황청에 따르면 이날 즉위 미사에는 6개국 국왕과 31개국 대통령, 3개국 왕자, 11개국 총리가 참석했다. 대한민국에서는 유진룡 문화체육관광부 장관이 사절단 대표로 참석했다. 종교계 인사 중에서 가장 주목받은 인물은 콘스탄티노폴리스 총대주교 바르톨로메오스 1세였다. 동방 정교회의 지도자가 교황의 즉위식에 참석한 것은 1054년 기독교가 동서방 교회로 분열된 이후 처음 있는 일이었다.
즉위 미사 중 강론에서 그는 성 요셉을 주제로 삼았는데, 그 이유는 그의 즉위 미사가 열린 3월 19일은 보편 교회의 수호자 성 요셉 대축일이었기 때문이다. 이날 성 베드로 광장에는 프란치스코 교황의 즉위 미사를 보기 위해 100만 명이 넘는 인파가 몰려들었다. 교황의 출신국인 아르헨티나를 비롯해 브라질과 멕시코 등 라틴아메리카 국가들의 국기를 흔드는 사람이 많았다. 바티칸에 100만 명이 넘게 모인 것은 2011년 5월 교황 요한 바오로 2세의 시복식 이후 처음이었다.

#### 거주지
프란치스코는 보다 많은 사람과 만남의 자리를 갖기 위해 자신의 거주지로 교황의 공식 관저인 사도 궁전 대신에 성녀 마르타의 집을 선택하였다. 그리하여 프란치스코는 교황 비오 10세 이후 처음으로 교황의 관저 밖에서 기거하는 교황이 되었다. 하지만 프란치스코는 또한 전임 교황들과 마찬가지로 주일마다 삼종 기도와 훈화를 위해 사도 궁전의 창 밖에 모습을 드러내고 있다.

#### 교황청 개혁
2013년 4월 18일 프란치스코는 교황청이 경제적으로 어려운 때에 예측할 수 없는 일시 비용으로 예산에 부담을 주는 것은 가능하지도 않고 적절치도 않다면서 교황청 직원들에게 보너스를 지급하지 않기로 결정하였다. 본래 신임 교황이 선출되면 교황청 직원들에게 소액의 보너스를 지급했었던 것이 관례였으며, 2005년에는 직원 1인당 1500유로(한화 220만원)가 보너스로 지급됐다. 더불어 그는 바티칸 은행 감독 위원회에서 매년 추기경들에게 25,000유로를 보너스로 지급하던 관례도 폐지하였다.
2013년 4월 13일 프란치스코는 자신을 자문할 8인의 추기경 자문단을 만들었다. 이 자문단은 법적 지위를 가지는 것이 아니며, 교황의 일을 돕고 조언하는 역할을 부여받았지만, 주요 임무는 1988년 8월 교황 요한 바오로 2세가 반포한 사도적 서한 《착한 목자》(Pastor Bonus)를 수정하는 개혁을 검토하는 것이다. 《착한 목자》는 교황청의 각 부서 조직의 업무 지침을 정리한 행정법에 준하는 법령이다. 자문단은 모든 대륙에서 골고루 선정되었으며, 이탈리아의 주세페 베르텔로 추기경, 칠레의 하비에르 에라수에스 추기경, 인도의 오스왈드 그라시아스 추기경, 독일의 라인하르트 마르크스 추기경, 콩고의 로랑 몽센궈 파싱야 추기경, 미국의 션 오말리 추기경, 오스트레일리아의 조지 펠 추기경, 온두라스의 로드리게스 마라다아가 추기경으로 구성되었다. 8인의 추기경 자문단의 첫 회의는 10월 1일부터 3일까지 열렸다.

#### 금융 개혁
2013년 5월 7일 프란치스코는 바티칸 은행의 투명성을 높이기 위해 교황청 금융정보국과 미국 재무부 산하 금융범죄단속네트워크(FinCEN) 사이에 양해각서를 체결, 의심스러운 금융거래 정보를 두 나라가 공유하기로 합의하도록 하였다. 교황청 금융정보국은 이어 벨기에와 스페인, 슬로베니아와도 비슷한 협정을 체결했다고 밝혔다. 교황청 금융정보국장으로 임명된 스위스의 금융범죄전문 변호사 렌 브루엘하트 국장은 “이번 협정 체결은 바티칸이 금융 규제를 강화하려는 의지를 나타낸 것”이라고 말했다.
2014년 2월 24일 프란치스코는 교황청의 재무와 행정, 인사, 조달 등 재정과 관련한 모든 분야를 감독할 재무원을 신설하였다. 교황청은 이날 성명에서 “새로운 기구를 창설한 목적은 현재의 관리 구조를 단순화시켜 강화하고 감독 기능을 향상시켜 내부 통제와 투명성을 높이는 것”이라며 이를 통해 “가난한 이들을 위한 교황청 사업에 지원을 늘릴 수 있을 것”이라고 밝혔다. 재무원은 8명의 추기경과 7명의 재무전문가 등 15명의 위원으로 구성되며, 수장에는 조지 펠 추기경이 지명됐다. 펠 추기경은 교황과 교황청의 한 해 예산안을 마련하고 교황청 내 모든 기관에 대한 재무 기획과 내부 감독을 담당하게 된다. 또 교황청 재정의 투명성을 강화하고 빈곤층을 위한 기금 조성도 주도할 것으로 알려졌다.

#### 바티칸 시국 형법 개정
2013년 7월 11일 교황청 바티칸시국위원회는 프란치스코가 바티칸 시국의 형법 개정을 승인, 최종 서명했다고 밝혔다. 새 법은 그해 9월 1일부터 시행되었다. 새로 개정된 형법은 UN 아동권리협약에 따라 아동 인신매매, 아동 성매매, 청소년 성범죄, 아동 포르노물 소지 등에 관한 형사처분 기준을 강화했다. 그동안 바티칸시국은 아동 관련 범죄를 따로 다루지 않고 일반 범죄에 적용되는 법으로 아동 범죄를 다뤘다.
이와 함께 금융테러와 돈세탁방지를 위해 유럽의회 돈세탁 감시기구 머니발 위원회 요구에 따라 금융거래 기준을 강화, 투명성을 높였다. 교황청 문서를 임의로 반출하거나 보안을 위반하는 경우에도 처벌을 강화했다.
또한 종신형 제도가 비인간적이고 효과가 없다는 지적에 따라 종신형을 폐지했고, 최고 형량을 35년으로 정했다. 형법 적용 대상은 교황청에 종사하는 모든 이들(성직자 포함)과 외국에 파견된 외교관도 해당된다.
프란치스코는 “오늘날 초국가적 테러와 시장경제의 부적절한 사용으로 공동선이 심각한 위협에 처해 있다”며 “바티칸은 국제사회의 일원으로서 범죄를 예방하고 범죄에 관해 국제법과 협력하는 것이 필요하다”고 말했다.

#### 감사 기도 개정
2013년 6월 18일 프란치스코는 경신성사성 교령 《아버지의 돌보심》(Paternas vices)을 통해 로마 미사 경본 제3판에 나와 있는 감사 기도 제2양식과 제3양식, 제4양식에 성모 마리아 다음 순서에 성 요셉의 이름을 추가하기로 결정하였다. 이미 교황 요한 23세에 의해 로마 미사 통상문(감사 기도 제1양식)에 성 요셉의 이름이 추가하였는데, 프란치스코는 나머지 감사 기도에도 모두 성 요셉의 이름을 추가하도록 한 것이다.

#### 교황 문서
2013년 6월 29일 프란치스코는 교황 회칙 《신앙의 빛》(Lumen Fidei)을 반포하였으며, 2013년 11월 24일에는 교황 권고 《복음의 기쁨》(Evangelii Gaudium)을 반포하였다. 2015년 6월 18일에는 더불어 사는 집, 곧 지구를 돌보는 데에 관한 교황 회칙인 《찬미받으소서》(Laudato Si’)를 반포하였다.

#### 몬시뇰 자격 조건 제한
2014년 1월 프란치스코는 교구 사제의 몬시뇰 임명을 제한하기로 결정하였다. 이에 따라 전 세계 각 교구장 주교들은 65세 이상의 사제에 대해서만 교황에게 몬시뇰 임명을 추천할 수 있게 되었다. 다만 교황청이나 각국 주재 교황 대사관 등 특정 기구 소속 사제에 대해서는 나이 제한을 적용하지 않고, 이미 몬시뇰로 임명된 65세 미만 사제도 칭호를 그대로 유지하도록 했다.

#### 대한민국 방문
2014년 8월 16일 교황 프란치스코가 대한민국을 방문하였다. 이번 교황의 대한민국 방문은 역사상 세 번째의 일이었다. 대한민국에 방문하여 당시 세월호 참사에 대해 추모했다. 그리고 유가족과 만나 인사하였다. 그리고 당일 광화문 앞에서 교황 집전 아래 순교자 124위 시복식이 열렸다. 여기에는 해미 순교자인 인언민(마르티노), 김진후(비오), 이보현(프란치스코)의 3위가 함께 시복되었다. 8월 17일에는 해미순교성지를 들러 유흥식 대전교구장 주교와 안희정 충남도지사, 이완섭 서산시장 등의 영접을 받은 뒤 아시아 주교단과의 만남과 오찬을 가졌다. 그리고 해미순교성지 기념관 앞에서 열린 해미 순교자 3위의 기념비 제막식에 참석하였다.

#### 미국과 쿠바 간 화해 기여
프란치스코는 미국과 쿠바의 외교적 친선관계로의 전환에 있어서 결정적인 역할을 했다. 2014년 12월 17일 미국의 버락 오바마 대통령은 쿠바와의 관계정상화를 선언하고 현행 대(對)쿠바 봉쇄정책을 대폭 완화한다는 방침하에 수개월 내에 쿠바의 수도 아바나에 미국 대사관을 재개설하고 양국 정부의 고위급 교류와 방문을 담당하도록 했다. 미국이 쿠바와의 외교관계를 단절한 것은 1959년 1월 피델 카스트로가 혁명을 통해 쿠바 공산정부를 수립한 지 2년만인 1961년 1월이다. 오바마 대통령의 국교정상화 선언 직후 쿠바의 라울 카스트로 의장은 이날 전국 라디오방송으로 중계되는 특별 성명을 통해 "오바마 미국 대통령과 전화 통화로 양국 관계 정상화를 논의했다"고 밝혔다. 이와 관련 미국 정부의 한 관계자는 교황이 양국 지도자들에게 개인적으로 호소했던 것이 상당한 역할을 했다고 말했다고 AFP통신이 보도했다. 그는 지난 여름 버락 오바마 미국 대통령과 라울 카스트로 쿠바 국가평의회 의장에 편지를 보내 상호 차이점을 해소하고자 인도적 해결책을 찾아 바티칸에 제시하라고 권유했다. 교황의 노력으로 지난 10월 바티칸이 주선한 양국 간 접촉에서 최종 협상안이 타결됐다. 블룸버그 통신은 미국 정부 관계자의 말을 인용해 교황이 카스트로 의장에게 5년간 수감해온 미국개발원조청(USAID) 계약직원 앨런 그로스를 석방하라고 요청했고, 오바마 대통령에게는 1998년 플로리다에서 첩보 활동을 한 죄로 투옥된 쿠바 정보요원, 이른바 ‘쿠바인 5명’ 가운데 남아있는 라몬 라바니뇨와 헤라도 에르난데스, 안토니오 게레로를 석방하라고 설득했다고 보도했다. 프란치스코는 다음날 새로 임명한 외국 대사들을 만난 자리에서 미국과 쿠바의 관계 정상화에 대해 “외교는 평화를 끌어내는 값진 일”이라며 “오랜 기간 소원했던 둘이 어제 서로 한발짝 가까이 다가가는 모습을 봐서 행복하다”고 말했다.

#### 자비의 희년

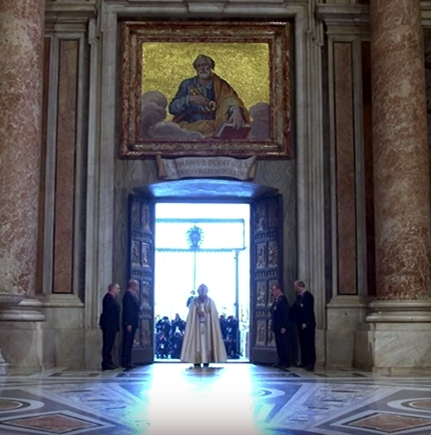
성 베드로 대성전의 거룩한 문을 열어 자비의 특별 희년을 선포한 교황 프란치스코

프란치스코는 자신의 교황 선출 2주년을 기념하는 2015년 3월 13일, 성 베드로 대성전에서 ‘주님을 위한 24시간’ 참회 예식 강론을 통해 ‘자비의 특별 희년’을 선포했다. 강론에서 프란치스코는 “교회는 모든 이를 환대하며 그 누구도 거절하지 않는 집”으로서, 자비의 증인이 되고 하느님의 자비로 우리 시대의 모든 이를 위로하도록 부름받았다고 말했다. 그리고 한 달 뒤인 4월 11일 하느님의 자비 주일 전야에 희년 선포 칙서 《자비의 얼굴》(Misericordiae Vultus)을 반포했다.
제2차 바티칸 공의회가 폐막된 지 50년째 되는 날이기도 한 2015년 12월 8일 원죄 없이 잉태되신 동정 마리아 대축일, 프란치스코는 ‘자비의 문’으로 지정된 성 베드로 대성전의 거룩한 문을 열어 자비의 특별 희년 개막을 선포했다. 지역 교회들은 13일 로마 주교좌 성당인 산 조반니 인 라테라노 대성전과 순례지 성당들이 문을 여는 것과 동시에 각 지역 주교좌 성당과 교구장이 지정한 순례지에서 자비의 문으로 지정된 희년 성문을 열었다. 자비의 문은 보다 많은 순례자들이 거룩한 곳을 찾아 은총을 체험하고 회개할 수 있도록 자비의 희년이 끝나는 날까지 계속 열어두었다. 프란치스코는 자비의 희년 기간 동안 신자들이 자비의 문이 열려있는 순례지와 전통적으로 대사를 얻도록 지정된 희년 성당에서 대사를 얻을 수 있도록 하였다. 아울러 자비의 희년 동안 전 세계 모든 사제들은 통회하는 마음으로 고해성사 때 낙태에 대한 용서를 청하는 신자들에게 낙태의 죄를 사해 주는 권한을 발휘할 수 있도록 하였다.

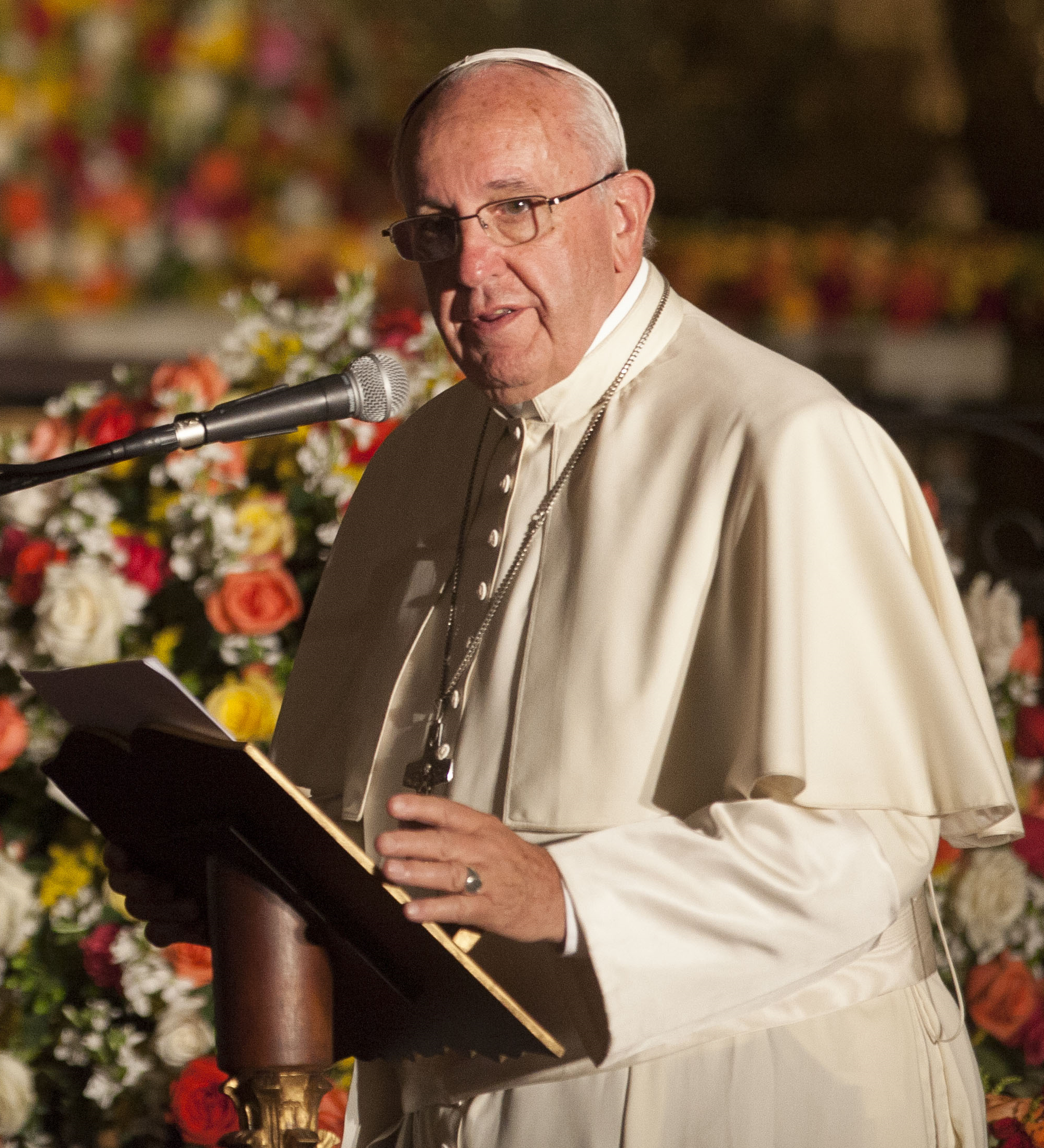
2015년 에콰도르 키토의 프란시스코

교황청에서는 희년 기간 내내 봉헌생활자, 청소년, 부제와 사제, 병자와 장애인, 청년, 자원봉사자, 재소자 등 교황이 정한 이들을 위한 희년의 날이 이어졌다. 특히 프란치스코는 한 달에 한 번 금요일에 가난하고 소외된 이들을 찾아 나서는 ‘자비의 금요일’을 지냈다. 2016년 11월 13일 전세계 모든 교구의 주교좌 성당들이 1년 내내 열어놓은 자비의 문을 닫은데 이어서 11월 20일 그리스도 왕 대축일에 프란치스코가 성 베드로 대성전의 거룩한 문을 닫는 폐문 예식을 거행하면서 자비의 희년이 공식 종료되었다. 자비의 희년을 마치면서 프란치스코는 교황 교서 《자비와 비참》(Misericordia et Misera)을 발표하고, 사회의 취약계층과 소외계층에 대한 관심을 당부했다. 또한 전세계 사제들에게 고해성사 때 신자들의 낙태죄를 사해줄 수 있는 권한을 영구적으로 부여하였다.

#### 시리아 내전
시리아의 바샤르 알 아사드 대통령이 반군에게 사린가스 공격을 실시한 이후 국제적 여론이 시리아에 대한 공습으로 아사드 축출로 모아졌다. 미국의 오바마 대통령은 2013년 9월 시리아 내전에 개입하여 시리아 공습으로 아사드 축출을 강행하려 할 때, 미 주교단회의가 시리아의 공격을 반대하는 서한을 오바마에게 전달했다.
그래도 오바마가 시리아 공습을 강행하려 하자 프란치스코 교황이 금식기도회까지 열며 공습을 반대했다.
 아사드는 이후 자신이 "중동의 박해받는 소수종교 집단의 수호자가 되겠다"고 자처했다.
미국의 공습을 피한 아사드는 그해 12월 28일 바티칸 교황청에 대표단을 보내 프란치스코 교황에게 친서를 보냈는데 친서의 내용은 확인되지 않고 있다.

프란치스코 교황은 이후 2015년 6월 10일 교황청에서 러시아의 푸틴 대통령과 회동을 가졌다. 이들은 회동에서 우크라이나 사태와 시리아 사태에 대해 폭넓은 의견을 교환했다.

푸틴과 교황이 교황청에서 회동을 한 3개월 후 러시아는 2015년 9월 30일 IS 반군 퇴치를 명분으로 시리아 내전에 본격 개입하였다.

#### 선종
프란치스코 교황의 마지막 공개 출현은 2025년 4월 20일 부활절 일요일, 바티칸 시국의 성 베드로 광장에서 있었으며, 그곳에서 그의 마지막 부활절 연설을 하였다. 그는 부활절 다음 날인 2025년 4월 21일 부활절 월요일 오전 7시 35분(현지 시간, KST+07:00)에 그의 거처, 성녀 마르타의 집에서 향년 88세로 선종하였다. 사인은 뇌졸중에 이어 발생한 "되돌릴 수 없는 심혈관 기능 정지(쇼크)"였다. 그의 선종은 바티칸 TV 채널과 영상 성명을 통해 케빈 패럴 추기경에 의해 발표되었다. 이후 그의 요청에 따라 소박하게 장례식을 치를 예정이다.
교황의 선종과 함께 사도좌 공석이 시작되며, '노벤디알레스(novemdiales, 라틴어로 '아홉 날')'로 불리는 아홉 일간의 애도 기간이 진행된다. 장례식은 2025년 4월 26일에 하였다. 차기 교황 선출을 위한 콘클라베 날짜와 시간이 결정되기 전, 추기경 선거단은 로마에 도착하여 추기경 회의에 참석하게 된다.
프란치스코 교황의 2022년 6월 29일자 영적 유언에는 그가 산타마리아 마조레 대성전에 매장되기를 원한다는 뜻이 담겨 있으며, 특히 "살루스 포풀리 로마니 경당(파울리나 경당)과 스포르차 경당 사이의 측면 복도에 위치한 매장소"를 지목하였다. 그의 마지막 유언은 다음과 같다:
"나를 사랑해 주고 계속해서 기도해 준 모든 이들에게 주님께서 합당한 보상을 내려 주시기를. 내 삶의 마지막 부분을 채운 이 고통을 주님께 바칩니다. 세상의 평화와 인류의 형제를 위하여."

프란치스코 교황이 선종하자, 대한민국 정부에서는 유인촌 문화관광부 장관을 사절단장으로 임명한 이후 교황 장례식 사절단을 파견했다. 유인촌 본인이 독실한 가톨릭 신자인 것과 더불어 유인촌의 동생 유경촌 티모테오가 현직 가톨릭 주교라는 점이 감안되었다.

## 약력
- 1969년 12월 13일: 사제 서품
- 1970년~1971년: 에스파냐의 알칼라 데 에나레스에서 '제3수련'(예수회)
- 1972년~1973년: 산미겔 시 비야 바릴라리 수련장
- 1973년~1979년: 예수회 아르헨티나 관구장
- 1980년~1986년: 산미겔 철학 신학 대학 학장 겸 산미겔 교구 파트리아르카 산호세 본당 주임 신부
- 1986년~1992년: 엘살바도로 대학교와 코르도바 대학교의 고해사제와 영성 지도자
- 1992년 5월 20일~1997년 6월 3일: 부에노스아이레스 대교구 보좌주교
- 1992년 6월 27일: 주교 서품 (아우카 명의 주교)
- 1997년 6월 3일~1998년 2월 28일: 부에노스아이레스 대교구 부교구장 주교
- 1998년 2월 28일~2013년 3월 13일: 부에노스아이레스 대교구장
- 2001년 2월 21일: 추기경 서임
- 2005년 11월 8일~2011년 11월 8일: 아르헨티나 주교회의 의장
- 2013년 3월 13일~2025년 4월 21일: 제266대 교황

## 비판 및 논란

### 성범죄 묵인 주교 옹호 논란
칠레의 페르난도 카라디마 신부는 수십명의 아동들을 성추행하였다.
아동 성추행 사건은 2002년부터 피해자들의 고발이 이어졌고 2010년 이후부터 언론에 보도되었다.
결국 카라디마 신부는 2011년 면직당했으며, 2015년 바티칸 교황청이 아동 성추행이 벌어진 오소로노 교구에 카라디마 신부의 제자인 바로스 주교로 임명하면서 다시 불거졌다.
성추행 피해자들은 바로스 주교가 성추행을 알고도 묵인했다며 강력히 반발하였다. 카라디마 신부로부터 성추행을 당한 피해자들은 바로스 주교가 성추행 장면을 바로 옆에서 목격하고도 이를 중단시키기 위해 아무런 조치도 취하지 않았다고 주장해왔다.
카라디마 사건으로 칠레에서 가톨릭의 신용은 바닥으로 떨어졌고 교구의 분열이 이어졌다. 수백명에 달하는 신자와 시민들은 바로스 주교의 취임식에서 “바로스, 오소르노를 떠나라” 등의 구호를 외치며 시위를 벌였다.
이에 대해 프란치스코 교황은 2018년 1월 18일(현지시각) 칠레를 방문한 자리에서 바로스 주교를 둘러싼 성추문 은폐 의혹에 대해 "증거를 가져오면 이야기할 것"이라며 "단 하나의 증거도 없고 모든 것이 중상모략"이라며 바로스 주교를 두둔하였다.
세계 각국서 교황에 대한 비판이 들끓자 결국 프란치스코 교황은 자신이 중대한 실수를 저질렀다며 결국 피해자들에게 용서를 구했다.

## 같이 보기
- 교황 목록